# Front (anatomia)
En anatomia animal, el front és una part del cap que se situa entre els ulls i el començament de la volta del crani. La definició de front es pot estendre a tots els mamífers, i fins i tot, a alguns altres vertebrats. El front pren la forma òssia del crani i està recobert de pell i, en alguns animals, de pèl.

## Front humà
El front humà està recobert de pell i, a la part inferior, té dues franges de pèl anomenades celles. Està irrigat per les artèries supraorbitària i supratoclear; i la seva sang la recullen les venes supraorbitària i frontal.
Hi ha un gran nombre de músculs en el front humà que permeten moure la pell, permetent així el seu ús en l'expressió corporal i facial.